# Transistor (videojuego)
Transistor es un videojuego de ciencia ficción tipo juego de rol desarrollado y publicado por Supergiant Games. El juego fue publicado para ser descargado el 20 de mayo de 2014 para Microsoft Windows y PlayStation 4 y el 30 de octubre de 2014 para OS X y Linux.

## Historia
Red, una famosa cantante de la ciudad de Cloudbank, es atacada por El Proceso, una fuerza robótica comandada por la Camerata. Después del choque, ella toma posesión de la Transistor, una gran espada con la que originalmente iba a ser asesinada. La Transistor está enterrada en el pecho de un hombre desconocido para el jugador (que parece estar relacionado con Red), el cual tal parece fue asesinado al instante con ella; aunque su conciencia y la voz parece haber sido absorbida por la propia Transistor, junto con la voz de Red. La Camerata continúa rastreando a Red y la Transistor con el Proceso por toda Cloudbank, buscando el arma por alguna causa todavía desconocida.
Debido a que durante la mayor parte del juego la protagonista está muda, la voz que sale de la Transistor será la compañía del jugador a lo largo del juego.

## Estilo de juego
Transistor utiliza un punto de vista isométrico. El jugador controla el personaje principal, Red, mientras viaja a través de una serie de lugares, luchando contra enemigos conocidos colectivamente como El Proceso, haciendo uso tanto de combate en tiempo real como de un modo de planificación congelada al que se le refiere como "Turn ()". Dentro de este modo de planificación, cada movimiento y ataque (aquí llamados "funciones()") consumen una barra de tiempo. Una vez realizado el ataque, para poder realizar otra planificación basta que la barra se llene de nuevo. Durante el período de recarga, Red no puede hacer uso de casi ninguna función y solo puede limitarse a esquivar ataques enemigos.
Red gana puntos de experiencia después de cada batalla, y puede recoger nuevas habilidades de las víctimas caídas del Proceso.
Las funciones pueden ser equipadas como una de las cuatro técnicas únicas, como una mejora en otra habilidad o como una mejora pasiva. Por ejemplo, Spark() se puede utilizar para disparar sobre una amplia zona de ataque o equipar en otra función para aumentar su área de efecto.
En la versión de PlayStation 4, el indicador luminoso del DualShock 4 parpadea en sintonía con el discurso la Transistor.

## Banda sonora
La banda sonora del juego fue lanzada junto con él el 20 de mayo de 2014.
Fue compuesta por Darren Korb, tomando a Ashley Lynn Barrett como vocalista.
La música entra en el género de "post-rock electrónico antiguo"; para adaptarse a ese género de la música, los instrumentos utilizados en la grabación incluyeron guitarras eléctricas, arpas, acordeones, mandolinas, piano eléctrico y synth pads. Además, un filtro de EQ se superpone encima de la música durante la pausa y el tiempo de planificación durante el juego, dándole un efecto e ilusión de borrosidad al jugar.
En agosto de 2014 salió una versión extendida de la banda sonora del juego, "Transistor Original Soundtrack Extended", el cual incluye versiones especiales de las canciones originales, siendo instrumentales o con el tarareo de la protagonista.

## Recepción
Transistor resultó ser un éxito en ventas y en críticas, recibiendo en su mayor parte notas alrededor del 8/10.
IGN lo define como un videojuego que "pone a prueba la inteligencia del jugador".
Otras revistas por su parte lo calificaron como "la secuela espiritual de Bastion", en referencia al primer videojuego lanzado por la desarrolladora, Supergiant Games